# Karl Arnold
Pour les articles homonymes, voir Arnold.
Karl Arnold, né le 21 mars 1901 à Herrlishöfen (actuelle commune de Warthausen) en Wurtemberg et mort le 29 juin 1958 à Düsseldorf, est un homme d'État allemand.

## Biographie
Depuis 1921, il est membre du DGB (Fédération allemande des syndicats) qui - outre l'organisation du même nom fondé après la Seconde Guerre mondiale - n'est qu'une union des syndicats chrétiens. En 1926, il devient son président. En conséquence il est membre du Zentrum, l'ancien parti catholique du Reich. En 1929, il est élu conseiller municipal de la ville de Düsseldorf. Il appartient à la résistance contre le régime nazi.
Après la guerre il est un des fondateurs de la CDU comme parti chrétien superconfessionel et un des pionniers de l'idée du syndicat unitaire.
En janvier 1946, il est élu maire de Düsseldorf.
Après les premiers élections du Landtag du 20 avril 1947 il devient le ministre-président de Rhénanie-du-Nord-Westphalie. Il occupe cette position jusqu'à un vote constructif de défiance le 20 février 1956 dont la cause est un conflit entre CDU et FDP au niveau fédéral sur le droit électoral. Le 15 septembre 1957 il est élu député du Bundestag avec 72 % des votes dans la circonscription électorale de Geilenkirchen-Erkelenz-Jülich.
Karl Arnold exerce, à titre provisoire, les fonctions correspondant à celles de chef de l'État de la République fédérale d'Allemagne naissante, du 7 septembre au 12 septembre 1949, en sa qualité de président du Bundesrat, jusqu'à l'élection de Theodor Heuss à la présidence fédérale.
Toujours populaire au Land, il est le candidat comme ministre-président de son parti aux élections du 6 juillet 1958. Pendant la campagne électorale, il meurt le 29 juin 1958 d'une attaque cardiaque. La CDU continue la campagne sans nommer un autre candidat « dans son esprit » et gagne les élections avec 50,5 % des votes, meilleur résultat que jamais auparavant.